# Gwendoline Delbos-Corfield
Gwendoline Delbos-Corfield (ur. 8 marca 1977 w Solihull) – francuska polityk i działaczka samorządowa, posiadająca również obywatelstwo brytyjskie, posłanka do Parlamentu Europejskiego IX kadencji.

## Życiorys
Córka Anglika i Francuzki. Kształciła się w Institut d'études politiques de Grenoble. Pracowała m.in. w sektorze kulturalnym, udzielała lekcji aktorstwa. Dołączyła do Zielonych, z którymi współtworzyła później ugrupowanie Europe Écologie-Les Verts. W latach 2008–2014 była radną miejską w Grenoble, a od 2010 do 2015 zasiadała w radzie regionu Rodan-Alpy. W 2009 była współodpowiedzialna za prowadzenie kampanii Michèle Rivasi w wyborach europejskich. W 2011 została członkinią kilkunastoosobowej rady wykonawczej swojej partii. W 2012 weszła w skład komitetu wykonawczego Europejskiej Partii Zielonych.
W wyborach w 2019 z listy Europe Écologie-Les Verts uzyskała mandat posłanki do Parlamentu Europejskiego IX kadencji.